# Верхний индекс

«bar» — надстрочные знаки

Ве́рхний и́ндекс, надстро́чный знак, суперскри́пт (англ. super script) (типографика[что?]) — знак, записанный выше основной строки. Применяется, например, при записи математических и химических формул.
В названиях органических полициклических соединений в соответствии с номенклатурой IUPAC верхний индекс помещается после числа атомов в мостике для обозначения номеров атомов, связанных между собой этим мостиком (например: пентацикло[4.2.0.02,5.03,8.04,7]октан).
В лингвистической литературе верхние индексы иногда используются для указания тона слога (напр., в пиньине
ban³ то же что и bǎn, кит. 板 'доска') или различных оттенков качества звука (ph — p c придыханием).
В Юникоде есть специальные символы верхнего индекса, например: ⁰ ¹ ² ³ ⁴ ⁵ ⁶ ⁷ ⁸ ⁹ ⁺ ⁻ ⁼ ⁽ ⁾ ⁿ ⁱ.
В HTML для верхнего индекса используется тег <sup>…</sup>.